# توماس مان
بول توماس مان (بالألمانية: Thomas Mann) أديب ألماني ولد في 6 يونيو 1875 وتوفي في 6 أغسطس 1955 في زيورخ. حصل على جائزة نوبل في الأدب لسنة 1929. لمان العديد من الروايات الشهيرة، مثل موت في البندقية، والتي قام لوتشانو فيسكونتي سنة 1971 بتحويلها لفيلم حمل نفس الاسم.

## نشأة توماس مان
ولد الكاتب توماس مان بمدينة لوبيك الألمانية الواقعة على شاطيء بحر البلطيق. كان أبوه من كبار تجار الغلال، وتبوأ منصب عمدة لوبيك مرتين، فضلا على أنه كان عضوا في مجلس الشيوخ. أما أم توماس، فكانت ابنة أحد أصحاب المزارع الكبرى في البرازيل، وكانت تجري في عروقها الدماء البرتغالية الممتزجة بالدماء الألمانية وأخيه الكبير هاينريش مان هو أيضا أديب روائي كره توماس مان المدرسة ولم يحصل على شهادة الثانوية، وأثناء دراسته كان يستمد متعته من المسرح الصغير الذي أقامه أخيه الكبير في البيت وأقبل على قراءة حكايات هانز كريستيان أندرسون، وأساطير هوميروس. وما أن بلغ توماس الخامسة عشر من عمره حتى توفى أبيه واضطرت أسرته إلى غلق المؤسسة التجارية التي تركها، وإلى بيع المنزل بما فيه من أثاث. ونزحت الأم الأرملة بأولادها الصغار إلى مدينة ميونخ، بينما بقى توماس مع أخيه هاينريش ليستكمل دراسته في لوبيك.
وفي تلك الفترة بدأ توماس بنظم الشعر العاطفي وتقليد جوته وشيلر وهاينه. وعند بلوغه التاسعة عشرة من عمره، نزح هو الآخر لميونخ، حيث توجه للدراسة في الجامعة التقنية، وحصل على عمل بإحدى شركات التأمين ومارس الصحافة في مجلة أسبوعية كان يصدرها أخوه. وبعد ذلك بعامين سافر مع أخيه إلى إيطاليا حيث مكث فيها عامين، وهناك بدأ كتابة أول رواية له بعنوان «آل بودنبركس».
في الثاني عشر من ديسسمبر من سنة 1929 تلقى توماس مان خبرا سارا من ابنته "إليزابيث" وولده "مايكل" عن طريق رسالة تلغراف تفيد بأن والدهما حاز على جائزة نوبل للأدب. لكن الأديب الألماني أخذ الأمر بهدوء تام وأجاب بطريقة متكبرة: «كنت أنتظر ذلك.» وقد قدم الكاتب الألماني الشهير هذه الجائزة إلى شعبه بعبارة «سأقدم هذه الجائزة العالمية التي تحمل بالصدفة اسمي لشعبي ولبلدي.» وكانت الرواية الأولى الرائعة للكاتب الشهير السبب المباشر في منحه هذا الشرف العظيم. فقد تم نشرها للشاب المنحدر من عائلة ألمانية كبيرة والمولود في مدينة لوبيك عندما كان عمره 26 عاما. يعتبر الكتاب والذي يحكي قصة عائلة بودنبروكس Buddenbrooks لتوماس مان من أشهر الكتب قراءة ومبيعا، حيث كانت هذه الرواية بمثابة اعتراف أدبي له. ويذكر أنه تم حتى اليوم بيع أكثر من أربعة ملايين نسخة منها باللغة الألمانية وحدها. من ناحية أخرى فإن كتب توماس مان ترجمت لأكثر من 40 لغة.

## علاقته مع القيصرية
عمل الروائي الشهير على دعم الأفكار الراديكالية للنظام القومي بداية القرن العشرين، وخاصة في دعمه للحرب العالمية الأولى، إلا أنه تراجع عن هذا الدعم سنة 1918، ليعتبر أن الأدب نوع من فنون الزهد في الدنيا، وأن النظرة إلى الكاتب يجب أن تكون على اعتبار «أنه مستقل في ذاته ولا يقوم بتقييمات سياسية». وهذا الأمر أدى في النهاية إلى خصام بينه وبين أخيه الأكبر هاينرش، الذي رأى بأن الكاتب يجب أن يقوم أيضا بذلك. وكان لخطابه الذي ألقاه سنة 1922 الذي لعن فيه القيصرية والنظام القومي في ذلك الوقت سببا مباشرا لإنهاء الخصام مع أخيه. حيث وصف مان في خطابه هذا النظام بـ «الديك الرومي الذي لا يرى إلا نفسه كعرق أفضل من الأعراق الأخرى.» ووصف الكاتب الألماني كذلك هذا النظام «بالبربرية الرومنسية». ليخرج في النهاية بنموذج جديد يحمل اسم الليبرالية والإنسانية.

## الهجرة وسحب الجنسية

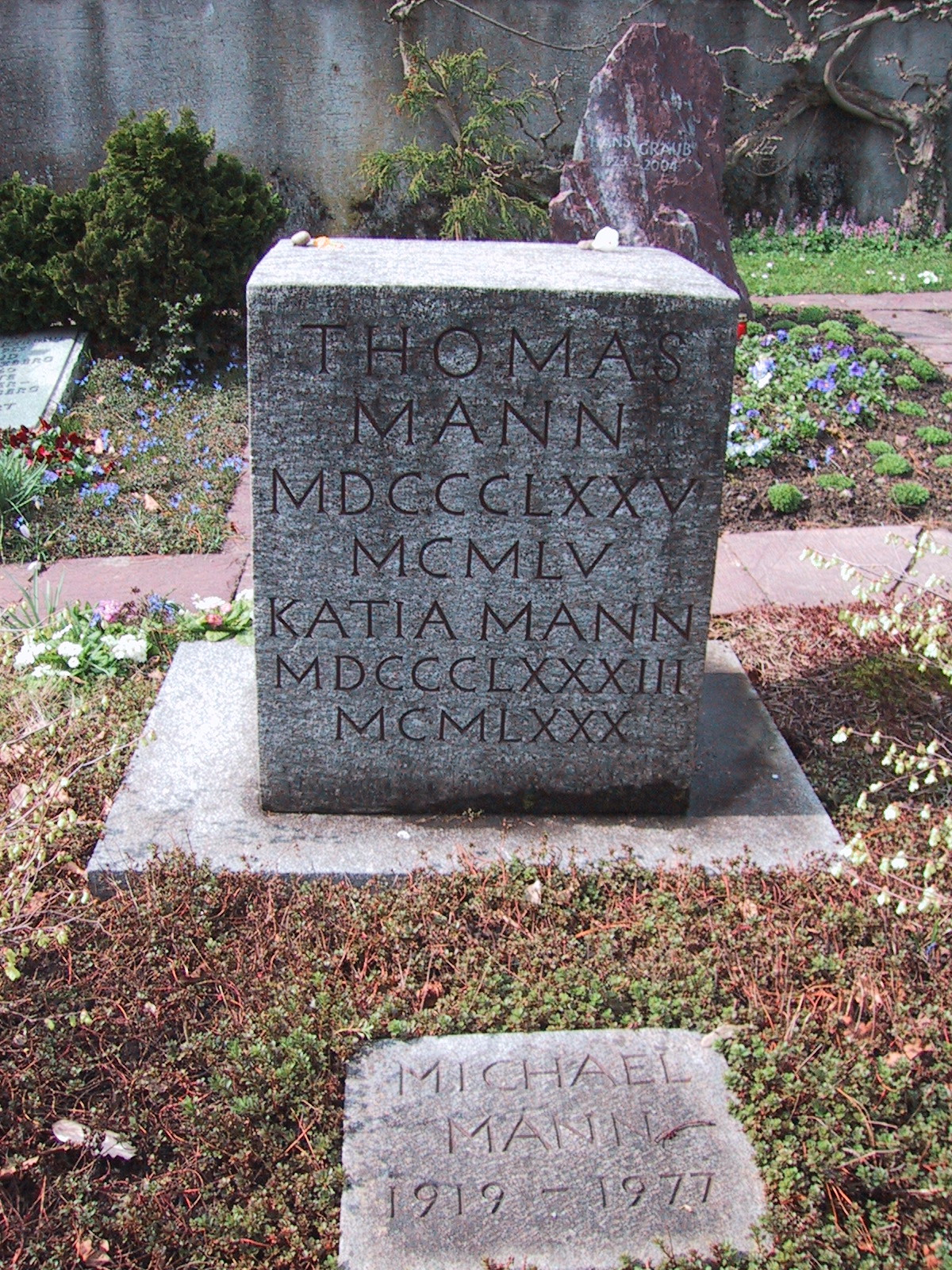
قبر توماس في كيلشبرغ، سويسرا

بعد نجاح هتلر في انتخابات الرايخ الألمانية سنة 1930 كان من السهل على توماس مان التعرف على الأخطار التي تهدد الديمقراطية الوليدة، حيث طلب تشكيل جبهة من البرجوازيين والاجتماعيين الديمقراطيين لمواجهة المتشددين اليمينيين. وقام الكاتب الألماني في نفس العام بالإشارة إلى "التحذير من الجور والانقلاب على الحياة البرلمانية عن طريق الكيان الدكتاتوري في كتابه ماريون والساحر. وبعد وصول الحزب النازي إلى الحكم سنة 1933 لم يبق أمامه غير الهجرة. بعد ذلك قام النازيون بسحب الجنسية عنه سنة 1936. وبعد أن قضى بضع سنوات في السويد اضطر مجدداً للهجرة إلى الولايات المتحدة والإقامة فيها مع عائلته. ومن هناك توجه إلى الشعب الألماني بعد اندلاع الحرب عبر الراديو بهدف إيضاح آثار الحرب المدمرة وجرائم الحكم النازي بحق شعبه.

## السير على خطى غوته
سار الكاتب الشهير الذي أطلق عليه أبناؤه اسم (الساحر) على خطى أبو الأدب الألماني غوته (Goethe). وقد ساعده ذلك على النجاح الأكبر في الحياة الأدبية. وكان لهذا الاقتداء السبب المباشر لاعتبار توماس مان أحد أبرز الأشخاص الكلاسيكيين في عصر الأدب الألماني الحديث. وعلى هذا قامت أشهر الجامعات العالمية بتكريمه من خلال دعوتها له ليكون بمثابة أستاذ ضيف فيها إضافة إلى منحها إياه لدرجة الدكتوراه الفخرية. ومن بين أعرق الجامعات التي كرمته جامعتي برينسيتون وجامعة وأوكسفورد. ورغم أن جسم الأديب بعيداً عن وطنه، إلا أن روحه بقيت معلقة ببلاده وشعبه. وكانت عبارته في آخر عمل قدمه تحت عنوان رجل وحيد رفع يده إلى السماء: «ربي كن رحيما بروحي الفقيرة وبصاحبي وببلدي.»

## أعماله المترجمة للعربية
- الجبل السحري صدرت الترجمة العربية عن منشورات الجمل، بترجمة علي عبد الأمير صال سنى 2010
- دكتور فاوستوس
- تونيو كروجر 1903
- الموت في البندقية 1911
- الآثم المقدس، ترجمة علي عبد الأمير صالح، تاريخ الترجمة 2021
- آل بودنبروك صعود وانهيار عائلة، 1901 ترجمة محمد أبو رحمة، تاريخ الترجمة 2018
- ألواح موسى (رواية)، ترجمة عماد منصور، تاريخ الترجمة 2019
- ماريو والساحر ترجمة مهدي سليمان سنة 2018، وبترجمة فلاح رحيم سنة 2020 [4]
- يوسف وإخوته، الجزء الأول 1930، الجزء الثاني 1936 الجزء الثالث 1943، صدرت بالعربية في أربعة أجزاء عن دار الرافدين بترجمة محمد إسماعيل شبيب، في 2256 صفحة